# وست هامبورگ (پنسیلوانیا)
وست هامبورگ (به انگلیسی: West Hamburg) یک منطقهٔ مسکونی در ایالات متحده آمریکا است که در شهرستان برکس، پنسیلوانیا واقع شده‌است. وست هامبورگ ۱٬۹۷۹ نفر جمعیت دارد.